# 6e armée (Japon)
Pour les articles homonymes, voir 6e armée.
La 6e armée (第6軍, Dai-roku gun) est une unité de l'armée impériale japonaise basée au Mandchoukouo durant la Seconde Guerre mondiale.

## Histoire
La 6e armée est créée le 4 août 1939 au Mandchoukouo en tant que force de garnison des frontières ouest contre de possibles incursions de l'armée rouge soviétique. Elle participe activement à la bataille de Khalkhin Gol où elle subit de lourdes pertes. Par la suite, elle est affectée à Hailar en Mongolie-intérieure qui est également le site d'un important système fortifié japonais. Durant la majeure partie de la seconde guerre sino-japonaise, elle reste une force de réserve et de garnison.
Le 26 janvier 1945, la 6e armée est réaffectée sous le contrôle de l'armée expéditionnaire japonaise de Chine et envoyée au Sud pour renforcer les forces japonaises sur le front stratégique Wuhan-Changsha, comblant ainsi le vide laissé par le départ de troupes pour l'opération Ichi-Go. Au moment de la reddition du Japon, elle est dissoute à Hangzhou dans la province chinoise du Zhejiang.

## Commandement

### Commandants
|   | Nom                                    | De              | À                 |
| - | -------------------------------------- | --------------- | ----------------- |
| 1 | Lieutenant-général Rippei Ogisu        | 1er août 1939   | 6 novembre 1938   |
| 2 | Lieutenant-général Touji Yasui         | 6 novembre 1938 | 15 octobre 1941   |
| 3 | Général Seiichi Kita                   | 15 octobre 1941 | 1er mars 1943     |
| 4 | Lieutenant-général Teizo Ishiguro (en) | 1er mars 1943   | 7 janvier 1944    |
| 5 | Lieutenant-général Jiro Sogawa         | 7 janvier 1944  | 15 septembre 1945 |

### Chef d'état-major
|   | Nom                                   | De               | À                 |
| - | ------------------------------------- | ---------------- | ----------------- |
| 1 | Lieutenant-général Tetsukuma Fujimoto | 1er août 1939    | 2 décembre 1940   |
| 2 | Lieutenant-général Minoru Sasaki      | 2 décembre 1940  | 1er juillet 1942  |
| 3 | Lieutenant-général Takeshi Mori       | 1er juillet 1942 | 3 février 1943    |
| 4 | Major-général Takashi Iketa           | 3 février 1943   | 25 février 1944   |
| 5 | Major-général Ryoichi Kudo            | 25 février 1944  | 15 septembre 1945 |